# Lal Bahadur Shastri
Lal Bahadur Shastri (escuteⓘ) — Mughalsarai, 2 de outubro de 1904 - Tashkent, 11 de janeiro 1966) foi o segundo primeiro-ministro da Índia e líder do Partido do Congresso Nacional Indiano.

## Biografia
Shastri se juntou ao movimento de independência da Índia em 1920. Profundamente impressionado e influenciado por Mahatma Gandhi, ele se tornou um fiel seguidor de Gandhi e, depois, de Jawaharlal Nehru. Após a independência do país, em 1947, ele juntou-se ao governo de Nehru e se tornou um dos principais assessores do primeiro-ministro; primeiro como Ministro das Ferrovias, (1951-1956) e depois em uma variedade de outras funções, incluindo o Ministro do Interior. Shastri foi escolhido como sucessor de Nehru, devido à sua adesão ao socialismo "nehruviano" depois que Indira Gandhi recusou a oferta do Presidente do Congresso, K. Kamaraj.
Como primeiro-ministro, Shastri continuou as políticas de não-alinhamento e socialismo nehruviano. Ele se tornou um herói nacional após a vitória na Guerra Indo-Paquistanesa de 1965. Seu slogan, "Jai Jai Jawan Kisan" ("Salve o soldado, Salve o agricultor"), tornou-se muito popular durante a guerra e é lembrado até hoje. O conflito terminou formalmente no Acordo de Tashkent de 10 de janeiro de 1966; Shastri morreu no dia seguinte, ainda em Tashkent, de um ataque cardíaco.